# Volcan de Tamasite
Die Volcan de Tamasite ist eine Fähre der Reederei Naviera Armas.

## Geschichte
Das Schiff wurde bei J. Barreas in Vigo unter der Baunummer 1625 gebaut und 2004 in Dienst gestellt. Seit der Indienststellung fährt das Schiff für die Naviera Armas, die hauptsächlich Fährverbindungen zu und zwischen den spanischen Atlantikinseln betreibt.

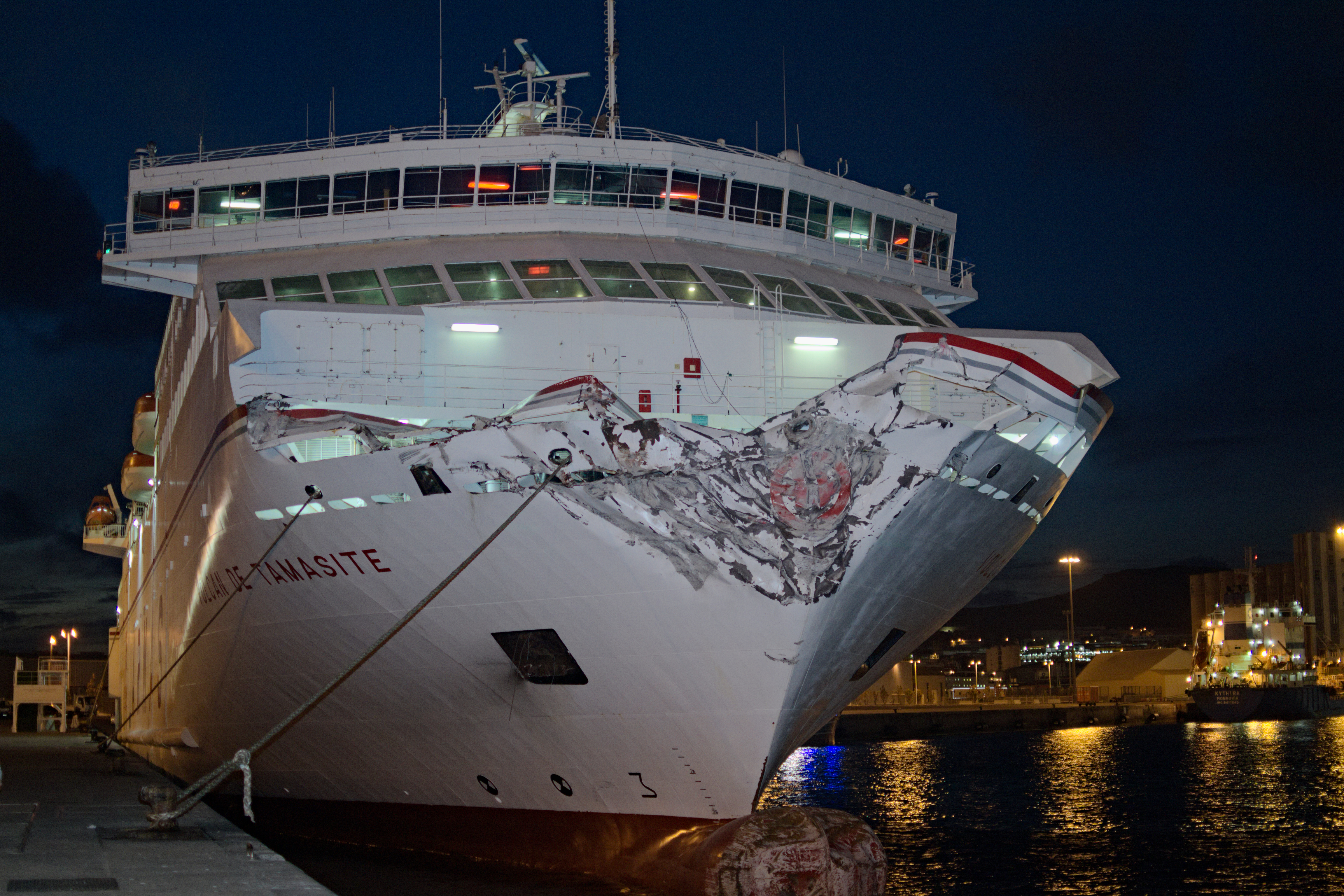
Schiffsbug nach der Kollision

Am 22. April 2017 rammte die Fähre kurz nach dem Ablegen in Las Palmas (mit Fahrtziel Teneriffa) frontal die Hafenmole von Las Palmas de Gran Canaria. Ursache war nach Meldung der Reederei ein zweiminütiger Stromausfall mit nachfolgendem Ausfall der Hauptmaschinen; der Versuch, das Schiff mit dem Steuerbordanker zu stoppen, schlug fehl. Bei der Kollision wurden 13 der 140 Passagiere an Bord leicht verletzt. Aus einer beschädigten Treibstoffleitung in der Hafenmole liefen etwa 60.000 Liter Diesel aus. Der entstehende Ölteppich war mehrere Kilometer lang und wurde von Einheiten des Salvamento Maritimo, darunter der mit Ölbekämpfungssystemen ausgerüstete Notschlepper Miguel de Cervantes, eingedämmt und aufgelöst. Schätzungen zufolge beträgt der Schaden an der Hafenmole etwa 2 Millionen Euro.

## Beschreibung
Der Antrieb erfolgt mittels zweier Achtzylinder-Schiffsdieselmotoren des Herstellers Wärtsilä mit je 8400 kW Leistung, die auf zwei Verstellpropeller mit je 4,2 m Durchmesser wirken und eine Maximalgeschwindigkeit von 22 Knoten ermöglichen. Das Schiff ist mit zwei Bugstrahlrudern mit je 1.000 kW Leistung ausgestattet.
Für die Stromerzeugung an Bord stehen zwei Generatoren mit je 1.100 kW Leistung sowie ein Notgenerator mit 270 kW Leistung zur Verfügung.
Das Schiff ist mit drei Fahrzeugdecks, davon ein reines Pkw-Deck, das über Rampen erreichbar ist, ausgestattet. Die Fahrzeuge werden über zwei Heckrampen be- und entladen, eine Bugklappe gibt es nicht. Die Heckrampen sind 16 m lang und 8 m breit. Die Fahrzeugdecks sind mit Rampen miteinander verbunden. Das Pkw-Deck ist in der Höhe verstellbar. Das Schiff hat eine Kapazität von 1.500 Personen und kann auf insgesamt 1.350 Spurmetern 300 Pkw befördern.
Die Volcan de Tamasite hat mit der Volcan de Timanfaya ein Schwesterschiff.